# MALT
Il termine MALT è l'acronimo inglese per mucosa-associated lymphoid tissue tradotto come tessuto linfoide associato alla mucosa. Il MALT è un tessuto linfoide diffuso a livello di mucose quali il tratto gastrointestinale, quello uro-genitale, la tiroide, i polmoni, gli occhi e la pelle.

Queste formazioni non sono organizzate a formare organi del sistema linfatico ma piuttosto come noduli linfatici (o anche cellule isolate).

## Ruolo
Il ruolo del MALT è di assicurare una risposta immunitaria completa sia umorale (mediante linfociti B-anticorpi) che cellulare (mediante linfociti T) in seguito a stimoli antigenici locali.
Questo tessuto infatti contiene diverse popolazioni di cellule del sistema immunitario adattativo quali i linfociti T e B e cellule presentanti gli antigeni (APC, antigen presenting cells) nonché componenti dell'immunità innata quali i macrofagi. Nell'ambito dell'apparato gastrointestinale si possono trovare particolari cellule dette cellule M che sembrano internalizzare gli antigeni provenienti dalla digestione degli alimenti per portarli in contatto con le cellule immunitarie.

## Componenti
I componenti del tessuto MALT si possono suddividere in:
- GALT (gut-associated lymphoid tissue), tessuto linfoide associato all'intestino, tra cui vi sono le placche di Peyer
- BALT (bronchial-associated lymphoid tissue), tessuto linfoide associato alle vie aeree (trachee, bronchi)
- 'NALT" (nosel-associated lymphoid tissue), tessuto linfoide associato alle vie nasali, via che può essere utilizzata per somministrazioni di antibiotici.
- LALT (larynx-associated lymphoid tissue), tessuto linfoide associato alle vie laringee
- EALT (eye-associated lymphoid tissue), tessuto linfoide associato agli occhi, collegato con la congiuntiva e all'apparato lacrimogeno
- VALT (vascular-associated lymphoid tissue), tessuto linfoide associato ai vasi, es. Vasculiti, infiammazioni a livello vascolare.
- SALT (skin-associated lymphoid tissue), tessuto linfoide associato alla pelle.

## Ruolo nelle malattie
Il MALT svolge un ruolo importante nella regolazione dell'immunità. Può essere sito di sviluppo per linfomi, di solito linfomi non-Hodgkin. Un tumore specifico per questi tessuti a livello della mucosa gastrica è rappresentata dal cosiddetto linfoma MALT, collegato ad infezioni a livello dello stomaco da parte del batterio Helicobacter pylori.